# Spam (album)
Spam – album zespołu Sexbomba wydany w 2016 przez wytwórnię Lou & Rocked Boys, jego premiera miała miejsce 11 marca 2016. Album zawiera dwanaście własnych utworów zespołu oraz jeden cover - piosenki „Dlaczego?” z repertuaru TZN Xenna. 
Jest to pierwsza płyta zespołu nagrana z nowym gitarzystą, Maciejem Gortatewiczem. Ponadto w dwóch utworach („Dlaczego?” i „Zmieniamy Pub”) zaśpiewali muzycy zespołu TZN Xenna oraz Adam Szymański.
Płyta promowana była teledyskiem do utwory „Jest źle (kocham Cię debilu)”, którego premiera miała miejsce 26 lutego 2016.

## Lista utworów
1. „Sexbomba/intro”
2. „Spam”
3. „Podziemna Polska”
4. „Jest źle/Kocham cię debilu”
5. „Kurs pod prąd”
6. „Miasto monitorowane”
7. „Nie wiem co”
8. „Dlaczego?”
9. „Celebryci z tabloidów”
10. „Życie powszednie”
11. „Daj znać”
12. „Zmieniamy pub”

## Twórcy
- Robert Szymański – śpiew
- Maciej Gortatewicz – gitara
- Piotr Welcel – gitara basowa, gitara, śpiew
- Dominik Dobrowolski – perkusja,

Gościnnie
- Adam Szymański – śpiew
- Krzysztof Chojnacki – śpiew
- Krzysztof Pankiewicz – śpiew
- Wojciech Rusak – śpiew
- Dariusz Dynowski – śpiew

Realizacja:
- Marcin „Marchewa” Mackiewicz – FreezeArt Studio – realizacja dźwięku, mix
- Łukasz Falba – projekt graficzny
- Sexbomba – muzyka
- Robert Szymański – słowa (oprócz 8 – muzyka Marek Kucharski, słowa Krzysztof Chojnacki, Tomasz Kożuchowski)